# Jon Polito
Jon Polito (* 29. Dezember 1950 in Philadelphia, Pennsylvania; † 1. September 2016 in Duarte, Kalifornien) war ein US-amerikanischer Schauspieler.

## Leben und Wirken
Der italienischstämmige Jon Polito wuchs in Philadelphia auf. Später erhielt er ein Stipendium an der privaten katholischen Villanova University, wo er Theaterwissenschaften studierte. Von da aus bemühte er sich, an den New Yorker Theatern Fuß zu fassen. Seine Laufbahn als Bühnenschauspieler führte ihn bald an den Broadway, wo er unter anderem in den Theaterstücken American Buffalo und an der Seite von Faye Dunaway in Curse of an Aching Heart mitspielte. Am Off-Broadway spielte Jon Polito unter anderem an der Seite von Sigourney Weaver in dem Stück Gemini.
Nachdem Jon Polito überwiegend Theater gespielt hatte, gab er 1981 mit dem US-amerikanischen Fernsehfilm Bis zum letzten Schuß sein Fernseh- und 1982 mit American Killing sein Kinodebüt. Von da an wurde er in Kinofilmen und Fernsehproduktionen oft als Gangster oder Polizist besetzt. So gehörte er beispielsweise zum festen Schauspielensemble der Polizeiserien Homicide und Crime Story. Jon Polito war ebenfalls ein beliebter Darsteller bei den Coen-Brüdern, die ihn in fünf ihrer Filme einsetzten: Miller’s Crossing, Barton Fink, Hudsucker – Der große Sprung, The Big Lebowski und The Man Who Wasn’t There. Sein Schaffen umfasst mehr als 200 Produktionen.
Ein Markenzeichen von ihm war lange Zeit sein dunkler, dünner und fast linienförmiger Oberlippenbart. Jon Polito starb im Alter von 65 Jahren an den Folgen einer Krebserkrankung.

## Filmografie (Auswahl)
- 1981: The Gangster Chronicles (Fernsehserie)
- 1981: Bis zum letzten Schuß (Gangster Wars)
- 1982: American Killing (The Clairvoyant)
- 1983: Running Out (Fernsehfilm)
- 1984: The Princess and the Call Girl
- 1984: Liebesgefechte (A Good Sport, Fernsehfilm)
- 1984: C.H.U.D. – Panik in Manhattan (C.H.U.D.)
- 1985: Tödliche Beziehung (Compromising Positions)
- 1985: Tod eines Handlungsreisenden (Death of a Salesman, Fernsehfilm)
- 1985: Remo – unbewaffnet und gefährlich (Remo Williams: The Adventure Begins)
- 1986: Highlander – Es kann nur einen geben (Highlander)
- 1986: Dream Lover
- 1986: Tödliches Geschäft (A Deadly Business, Fernsehfilm)
- 1986: Fire with Fire – Verbotene Leidenschaft (Fire with Fire)
- 1986: Crime Story (TV-Pilotfilm)
- 1986–1988: Crime Story (Fernsehserie, elf Episoden)
- 1986–1989: Der Equalizer (The Equalizer), (Fernsehserie, vier Episoden)
- 1987: Critical Condition
- 1987–1988: Ohara (Fernsehserie, 29 Episoden)
- 1988: Equalizer – Die lebende Tote (Memories of Manon, Fernsehfilm)
- 1988: Im Dschungel der Großstadt (Alone in the Neon Jungle, Fernsehfilm)
- 1988: Kampf gegen die Mafia (Wiseguy, Fernsehserie)
- 1988: Homeboy
- 1988: Miami Vice (Fernsehserie, zwei Episoden)
- 1990: Freshman (The Freshman)
- 1990: Miller’s Crossing
- 1991: Barton Fink
- 1991: Rocketeer (The Rocketeer)
- 1991: Geschichten aus der Gruft (Tales from the Crypt, Fernsehserie)
- 1991: Harrys Nest (Empty Nest, Fernsehserie)
- 1991–1996: Dream On (Fernsehserie, drei Folgen)
- 1992: Hearts Are Wild (Fernsehserie)
- 1992: Lederjacken – Sie kennen kein Gesetz (Leather Jackets)
- 1992: Flodder – Eine Familie zum Knutschen in Manhattan (Flodder in Amerika!)
- 1992–1994: Mord ist ihr Hobby (Murder, She Wrote), (Fernsehserie, zwei Episoden)
- 1993: Rivalen des Glücks – The Contenders (The Contenders)
- 1993: Die Dinos (Dinosaurs, Fernsehserie, Stimme)
- 1993: Fallen Angels (Fernsehserie)
- 1993–1994: Homicide (Homicide: Life on the Street), (Fernsehserie, 13 Episoden)
- 1994: Viper (Fernsehserie)
- 1994: Hudsucker – Der große Sprung (The Hudsucker Proxy)
- 1994: The Crow – Die Krähe (The Crow)
- 1994: Blankman
- 1994: Kampf der Hyänen (Girls in Prison), (Fernsehfilm)
- 1994: Bundles – Ein Hund zum Verlieben (The Shaggy Dog, Fernsehfilm)
- 1995: Chicago Hope – Endstation Hoffnung (Chicago Hope, Fernsehserie)
- 1995: Verrückt nach dir (Mad About You, Fernsehserie)
- 1995: Fluke
- 1995: Durchgeknallt und auf der Flucht (Bushwhacked)
- 1995: New York Cops – NYPD Blue (NYPD Blue, Fernsehserie)
- 1996: Ein Tierisches Trio – Wieder unterwegs (Homeward Bound II: Lost in San Francisco, Stimme)
- 1996: Roseanne (Fernsehserie)
- 1996–1998: New York Undercover (Fernsehserie, zwei Episoden)
- 1996, 2000: Pretender (The Pretender, Fernsehserie, zwei Episoden)
- 1997: Das Glück hat sieben Augen (Money Play$, Fernsehfilm)
- 1997: Lethal Invasion – Attacke der Alien-Viren (Invasion, Fernsehfilm)
- 1997: Eine tödliche Blondine (The Corporate Ladder)
- 1997: Night Man (Fernsehserie)
- 1998: Gejagt – Im Visier der Mafia (Nowhere Land)
- 1998: Players (Fernsehserie)
- 1998: Seinfeld (Fernsehserie)
- 1998: Die Defenders 2 – Macht des Bösen (The Defenders: Choice of Evils, Fernsehfilm)
- 1998: The Big Lebowski
- 1998: Liebe auf den ersten Schrei (Music from Another Room)
- 1998: Talos – Die Mumie (Tale of the Mummy)
- 1998: With Friends Like These…
- 1998: Liebling, ich habe die Kinder geschrumpft (Honey, I Shrunk the Kids: The TV Show, Fernsehserie)
- 1998: Veronica (Veronica’s Closet, Fernsehserie)
- 1998: Millennium – Fürchte deinen Nächsten wie Dich selbst (Millennium, Fernsehserie)
- 1999: Carlo’s Wake
- 1999: Ein hoffnungsvoller Nachwuchskiller (Angel’s Dance)
- 1999: Road Kill
- 1999: Lands of Lore 3 (Computerspiel, Stimme)
- 1999: Nash Bridges (Fernsehserie)
- 1999: The Apartment Complex (Fernsehfilm)
- 1999: Stuart Little
- 2000: Flies on Cupid
- 2000: Homicide: The Movie (Fernsehfilm)
- 2000: Allein gegen die Zukunft (Early Edition, Fernsehserie)
- 2000: After Sex
- 2000: Popular (Fernsehserie)
- 2000: Invisible Man – Der Unsichtbare (The Invisible Man, Fernsehserie)
- 2000: Die Abenteuer von Rocky & Bullwinkle (The Adventures of Rocky & Bullwinkle)
- 2000: Batman of the Future (Batman Beyond, Zeichentrickserie, Stimme)
- 2001: Der Schneider von Panama (The Tailor of Panama)
- 2001: The Shrink is in – Wahnsinn auf zwei Beinen! (The Shrink is in)
- 2001: The Man Who Wasn’t There
- 2001: The Chris Isaak Show (Fernsehserie)
- 2001: Mimic 2
- 2001–2002: Drew Carey Show (The Drew Carey Show, Fernsehserie, drei Episoden)
- 2001–2002: The Chronicle (Fernsehserie, 22 Episoden)
- 2002: Becker (Fernsehserie)
- 2002: 29 Palms
- 2002: Women vs. Men (Fernsehfilm)
- 2002: She Spies – Drei Ladies Undercover (She Spies, Fernsehserie)
- 2002: Black Mask 2: City of Masks
- 2002–2003: Gilmore Girls (Fernsehserie, zwei Episoden)
- 2003: Life on Parole (Fernsehfilm)
- 2003: The Singing Detective
- 2003: Polizeibericht (Dragnet, Fernsehserie)
- 2003: Crossing Jordan – Pathologin mit Profil (Crossing Jordan, Fernsehserie)
- 2003: Flight Girls (View from the Top)
- 2003: The Box
- 2004: Gone But Not Forgotten (Fernsehfilm)
- 2004: Absolut relativ (It’s All Relative, Fernsehserie)
- 2004: Für alle Fälle Amy (Judging Amy, Fernsehserie, zwei Episoden)
- 2004: Charlie the Ox
- 2004: The Last Shot – Die letzte Klappe (The Last Shot)
- 2004: Scrubs – Die Anfänger (Scrubs, Fernsehserie)
- 2005: What’s Up, Dad? (My Wife and Kids, Fernsehserie)
- 2005: Family Plan (Fernsehfilm)
- 2005: Desperate Housewives (Fernsehserie)
- 2005: Short Order
- 2005: Without a Trace – Spurlos verschwunden (Without a Trace, Fernsehserie)
- 2005: Honeymooners (The Honeymooners)
- 2005: Nemesis – Der Angriff (Threshold, Fernsehserie)
- 2005: Avatar – Der Herr der Elemente (Avatar: The Last Airbender, Zeichentrickserie, drei Episoden, Stimme)
- 2005: Maggie (The Buzz on Maggie, Zeichentrickserie, Stimme)
- 2005, 2008: Ghost Whisperer – Stimmen aus dem Jenseits (Ghost Whisperer, Fernsehserie, zwei Episoden)
- 2006: Alibi – Ihr kleines schmutziges Geheimnis ist bei uns sicher (The Alibi)
- 2006: Masters of Horror (Fernsehserie)
- 2006: Cutting Room
- 2006: Verbraten und Verkauft (Grilled)
- 2006: Meister Mannys Werkzeugkiste (Handy Manny, Zeichentrickserie, Stimme)
- 2006: Flags of Our Fathers
- 2006: Big Nothing
- 2006: Es war k’einmal im Märchenland (Happily N’Ever After)
- 2007: Medium – Nichts bleibt verborgen (Medium, Fernsehserie)
- 2007: Cougar Club
- 2007: American Gangster
- 2008: Las Vegas (Fernsehserie)
- 2008: The Marconi Bros.
- 2008: Chowder, (Zeichentrickserie, Stimme)
- 2008: Bart Got a Room
- 2008: Two and a Half Men (Fernsehserie)
- 2008: Rock Monster
- 2009: Monk (Fernsehserie)
- 2009: Super Capers
- 2008–2009: Raising the Bar (Fernsehserie, zehn Episoden)
- 2009: Citizen Jane (Fernsehfilm)
- 2011: Die Atlas Trilogie – Wer ist John Galt? (Atlas Shrugged: Part I)
- 2013: Gangster Squad
- 2014: Big Eyes
- 2014–2016: Modern Family (Fernsehserie, 4 Folgen)
- 2014: Castle (Fernsehserie)

## Auszeichnungen
- Gewinner des Obie Awards für fünf verschiedene Darstellungen in der Off-Broadway-Saison 1979/1980